# Joaquín II de Brandeburgo

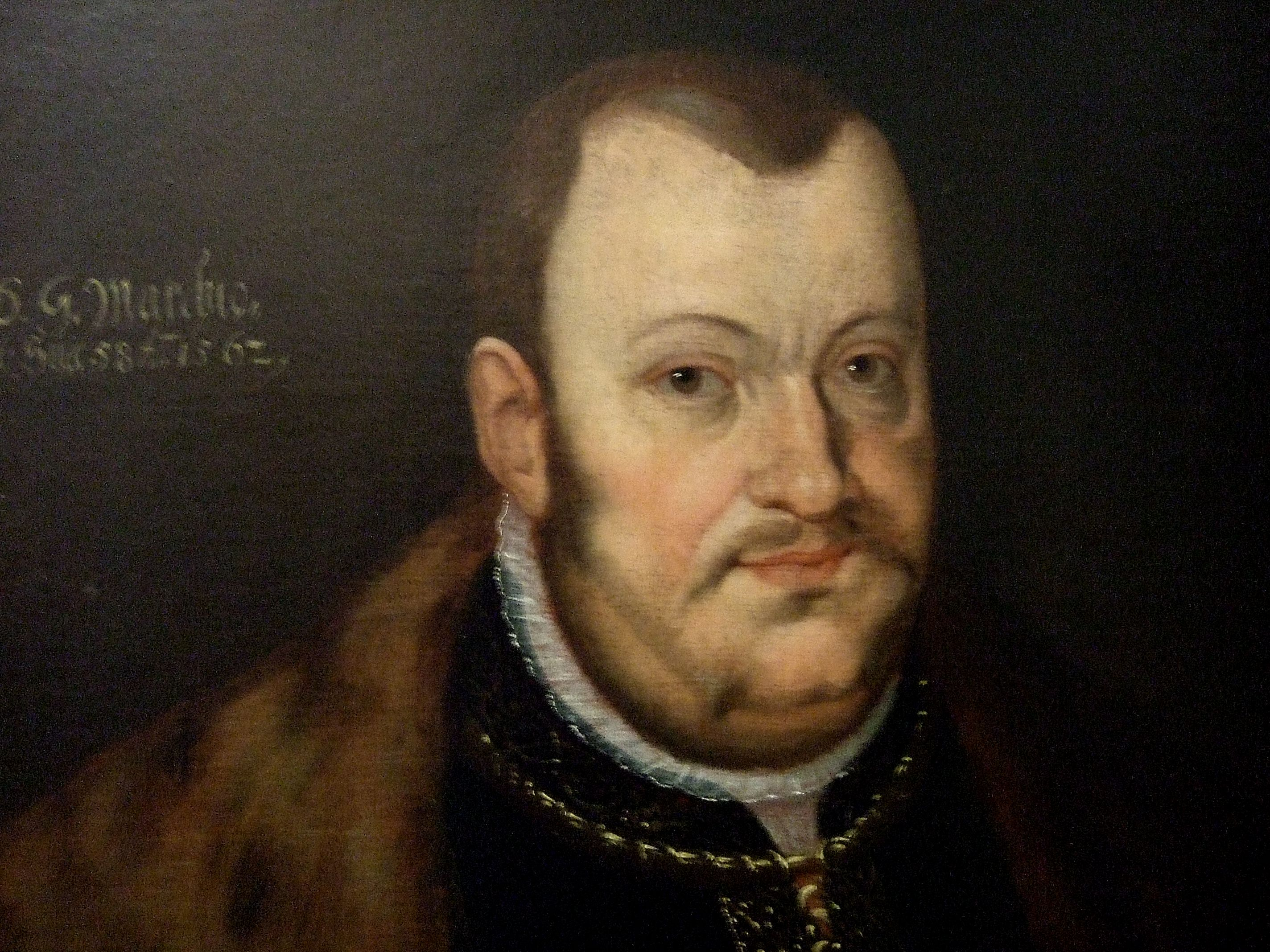
Joaquín II Héctor, en 1562.

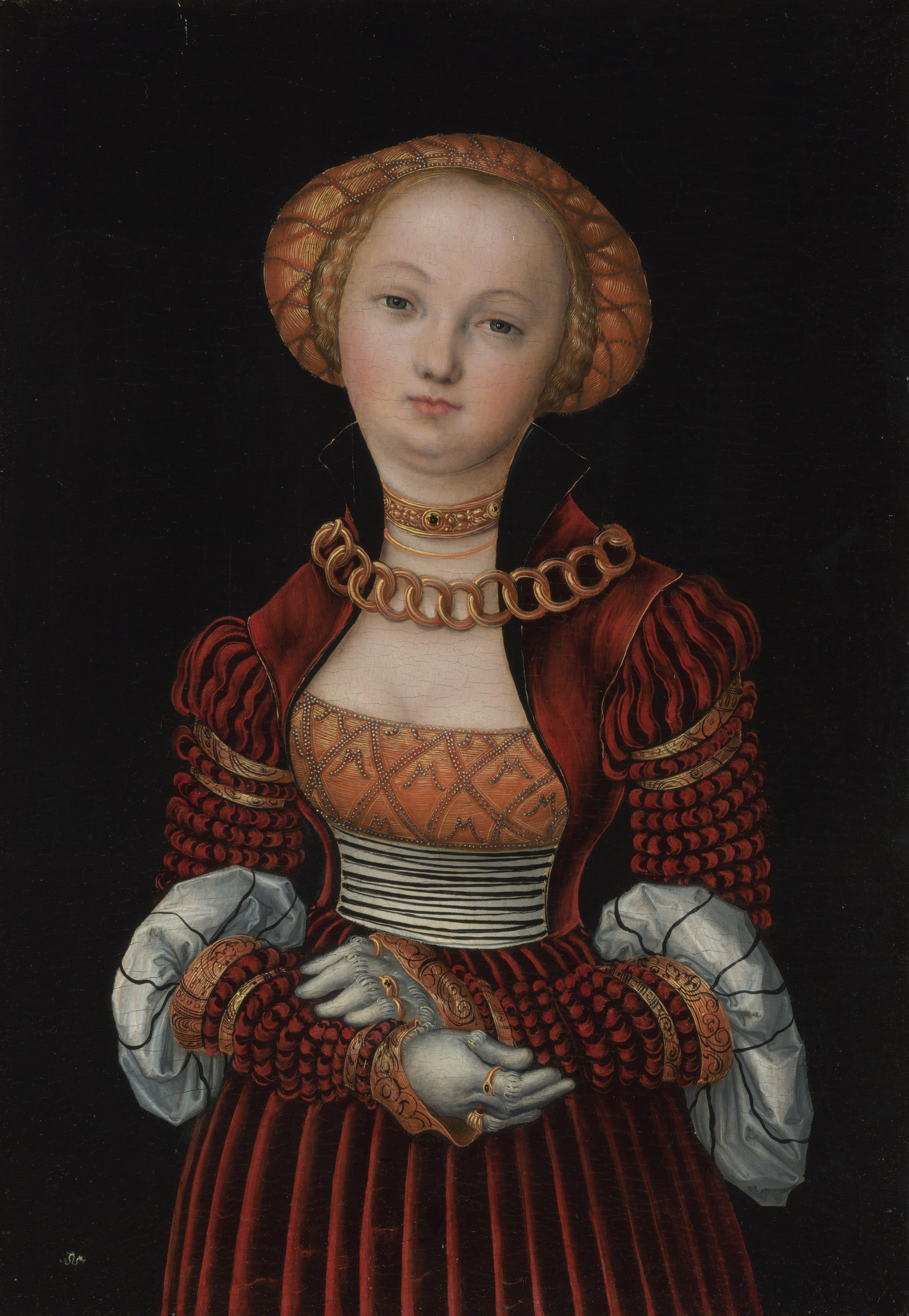
Magdalena de Sajonia, la primera esposa de Joaquín II Héctor, retratada hacia 1525 por Lucas Cranach el Viejo.

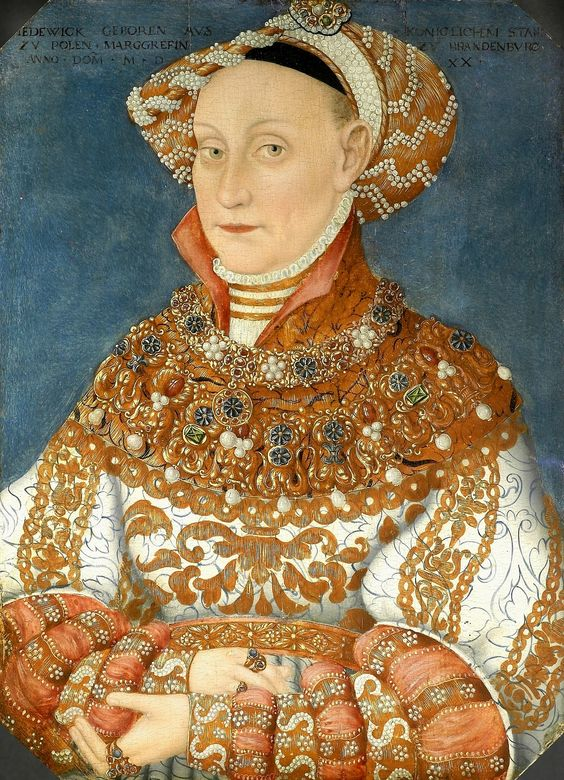
Eduviges de Polonia, segunda esposa de Joaquín II Héctor, retratada hacia 1537 probablemente con su vestido de novia.

Joaquín II Héctor (en alemán: Joachim II. Hector o Hektor; Cölln, Berlín, Alemania, 13 de enero de 1505 -Köpenick, Berlín, 3 de febrero de 1571), miembro de la Casa de Hohenzollern, fue el príncipe-elector del margraviato de Brandeburgo entre 1535 y 1571. Joaquín II era hijo de Joaquín I Néstor, elector de Brandeburgo, y de su esposa Isabel de Dinamarca, hija de Juan I de Dinamarca. Su apodo Héctor deriva del príncipe troyano Héctor, de la mitología griega. Fue padre de Juan Jorge de Brandeburgo.

## Biografía
El primer matrimonio de Joaquín II fue con Magdalena de Sajonia, proveniente de la línea ducal albertina de la Casa de Wettin. Aunque Joaquín II era en principio aliado de Carlos V, varios reyes católicos temían que la madre de Joaquín II influyera en él, pues había sido protestante.
Su padre, Joaquín I Néstor, hizo firmar a su hijo un contrato de herencia en el que prometía permanecer en la Iglesia católica. La intención, en parte, fue ayudar al hermano menor de Joaquín Néstor, el arzobispo-elector Alberto de Maguncia, que había incurrido en grandes deudas con la casa bancaria de Fugger con el fin de pagar a la Santa Sede su elevación episcopal de Halberstadt y para permitirle acumular las sedes de Magdeburgo y de Maguncia.

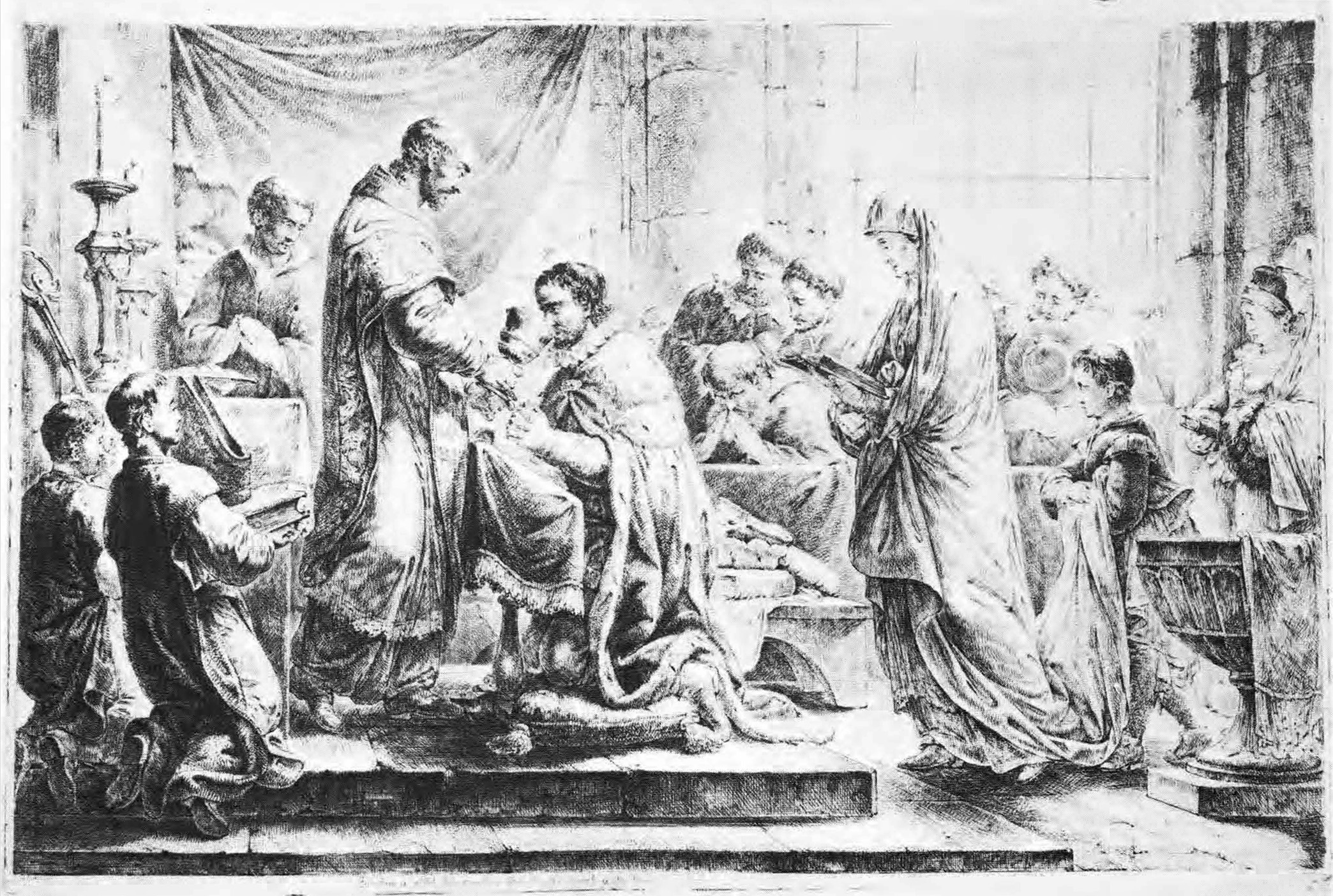
Joaquín II recibe la Eucaristía bajo ambas especies en la Iglesia de San Nicolás, en Spandau.

Joaquín Néstor, que había cofinanciado esta acumulación de cargos, estuvo de acuerdo en recuperar los costos que esto había implicado a la población de su electorado, al permitir la venta de indulgencias. En el vecino electorado de Sajonia, el elector Juan Federico I prohibió la venta de indulgencias, no porque no estuviera de acuerdo con ellas en principio, sino porque su candidato a la sede de Maguncia había sido superado en la oferta para el puesto por Alberto de Maguncia. Sin embargo, ante la reserva de Juan Federico, Martín Lutero persuadió al elector de que rechazara las indulgencias. Así, la financiación de la inversión crediticia y el cumplimiento de los contratos con los Fugger dependía de la venta de indulgencias a los creyentes católicos en Brandeburgo. No obstante, si Joaquín II no hubiera firmado este pacto, lo más probable es que hubiera sido pasado por alto en la línea hereditaria.
La primera esposa de Joaquín II, Magdalena de Sajonia, murió en 1534, y en 1535 Joaquín II se casó con Eduviges de Polonia, hija de Segismundo el Viejo de la Unión Polaco-Lituana y de la condesa húngara Bárbara de Zápolya, hermana del rey Juan I de Hungría. A medida que la Casa de Jagellón fue definiéndose católica, Joaquín II prometió a Segismundo que él no haría a Eduviges cambiar su afiliación religiosa.
Al morir su padre Joaquín Néstor, en 1535, y su suegro Segismundo, en 1548, Joaquín II se volvió poco a poco hacia la Reforma Protestante. El 1 de noviembre de 1539 recibió la comunión bajo las dos especies en la iglesia de San Nicolás en Spandau, lo cual indica un cierto grado de simpatía con las nuevas ideas religiosas. Sin embargo, Joaquín no adoptó explícitamente el luteranismo hasta 1555, a fin de no forzar la confrontación con su aliado, el emperador Carlos V. Antes de esto, Joaquín II había promulgado una conservadora orden de la iglesia que era luterana en la doctrina, pero que conservaba muchas de las instituciones religiosas y prácticas tradicionales, tales como el episcopado, gran parte de la misa en latín, las obras religiosas, el calendario de los santos y los días de fiesta.
A principios de 1539, en la dieta de los príncipes del Sacro Imperio Romano Germánico en Fráncfort del Meno, el luterano Felipe Melanchthon reveló a los príncipes que allí se reunieron (entre ellos Joaquín) que el pogromo antijudío de 1510 en el margraviato de Brandeburgo se había basado en una fingida profanación de hostias. Este pogromo había dado lugar a la expulsión de los judíos del margraviato. El abogado judío Josel de Rosheim, que también estaba presente, solicitó en privado a Joaquín II que permitiera a los judíos que volvieran a instalarse en el margraviato. Joaquín II  accedió a esta petición el 25 de junio de 1539.
En 1526 el ejército húngaro fue derrotado por el Imperio Otomano en la batalla de Mohács, y el rey Luis II de Hungría murió en el campo de batalla. El trono vacante de Hungría fue reivindicado por el tío de la esposa de Joaquín II, que fue coronado como Juan I de Hungría. Sin embargo, los Habsburgo reclamaron la corona y decidieron contraatacar a las tropas turcas que habían invadido el reino de Hungría. Luego, en 1542, Joaquín II asistió al hermano del emperador Fernando I en la lucha contra los otomanos durante el asedio de Buda (1541). Mandaba un ejército de tropas austríacas, húngaras, alemanas, checas, italianas y dálmatas, pero el elector no era un guerrero experimentado y, finalmente, se batió en retirada. Fue derrotado de nuevo por los otomanos en el asedio de Pest en 1542.
En 1545, Joaquín II realizó una celebración de gala por la doble boda de sus dos hijos, Juan Jorge y Bárbara. Se casaron con Sofía de Legnica y Jorge II el Piadoso, respectivamente, ambos de la dinastía de los Piastas, hijos del duque silesio Federico II de Legnica.
El elector Joaquín II se convirtió en 1569 en cuñado de Segismundo II Augusto de Polonia. Segismundo pagó entonces una escritura de enfeudación, de modo que el príncipe-elector y su casa iban a heredar el ducado de Prusia en caso de que se extinguiera la línea prusiana de Hohenzollern.
Joaquín murió en Köpenick, en el palacio que se había mandado construir en 1558.